# Едвард Лоренс Догені
Едвард Лоренс Догені (англ. Edward L. Doheny) (10 серпня 1856 — 8 вересня 1935 р.) — американський нафтовий магнат, який 1892 року пробурив першу успішну свердловину в районі нафтового поля в Лос-Анджелесі. Його успіх вплинув на петролевий бум на півдні Каліфорнії й зробив його багатієм — у 1902 році Догені продав свою власність.
У 1901 році Догені почав вигідні нафтові операції в Тампіко, «Золотий пояс» Мексики. Він розширив операції під час мексиканської революції та відкрив великі нові нафтові поля в озері Маракайбо (Венесуела). Його володіння розвивалися як компанія Pan American Petroleum & Transport, одна з найбільших нафтових компаній у світі в 1920-х роках.
Догені та його друга дружина та вдова, Керрі Естель, були відзначені благодійники в Лос-Анджелесі, особливо стосовно католицьких шкіл, церков та благодійних організацій.

## Інтернет-ресурси
- Doheny Mansion [Архівовано 29 липня 2021 у Wayback Machine.]
- Edward L. Doheny, Jr.. Memorial Library at USC
- "Text of Edward L. Doheny Jr. Memorial Library" [Архівовано 24 липня 2021 у Wayback Machine.]
- Family retreat in Franklin Canyon
- Едвард Лоренс Догені на сайті Find a Grave (англ.)

1. 1 2  SNAC — 2010.
2. 1 2  Find a Grave — 1996.
3. 1 2  GeneaStar
4. ↑  Find a Grave — 1996.